# Hatebreed
Hatebreed este o trupă de metalcore din Connecticut, SUA, formată în anul 1994 de către Jamey Jasta, Dave Russo, Larry Dwyer și Chris Beattie. Ei sunt cunoscuți pentru muzica lor care îmbină crossover thrash cu hardcore punk, stil care e știut drept metalcore (sau metallic hardcore). Trupa face parte din scena timpurie a hardcore-ului metalic alături de alte formații de metalcore ca Earth Crisis, Integrity și Converge. Solistul Jamey Jasta s-a referit la stilul trupei cu Celtic Frost Hardcore.

## Nominalizare la Grammy
În decembrie 2004 s-a anunțat că Hatebreed a fost nominalizată la Premiile Grammy pentru ”Cea mai bună perfomanță în metal” la cea de-a 47-a ceremonie de premiere Grammy Awards în Los Angeles pentru piesa lor "Live for This", inclusă în albumul The Rise of Brutality. Până la urmă premiul i-a fost oferit trupei Motörhead pentru cover-ul lor la piesa trupei  Metallica - "Whiplash" din albumul Metallic Attack: The Ultimate Tribute.

## Controverse
Într-un articol al CNN publicat pe 8 august 2012, Hatebreed a fost acuzată că promovează supremația albilor în urma atacului în masă asupra templului Sikh din Wisconsin, comisă de un cântăreț de heavy metal alb-suprematist. Trupa a dezmințit orice sentemente rasiste și și-a exprimat profunda dezamăgire pe canalul de Twitter al agenției de știri prin cablu din SUA. CNN mai târziu a devenit conștient de eroare, a eliminat numele Hatebreed din articol și și-a cerut scuze pentru greșeală.
Hatebreed este de mult timp sponsorul luptătorului de UFC Chris Camozzi. Pe 16 martie 2013 la UFC 158 în Montreal, Camozzi a susținut că UFC i-a cerută "pentru un motiv" să acopere logo-urile Hatebreed-ului de pe tricoul său și de pe bannerul de intrare în ring, cu o bandă neagră.

## Influențe
În evoluția sa trupa a fost influențată de următoarele formații: Metallica, Pantera, Slayer, Agnostic Front, Cro-Mags,  Misfits, Suicidal Tendencies, Black Flag, Sepultura, Celtic Frost, Sick of It All, Mercyful Fate, Biohazard, Entombed și Motorhead.

## Membrii formației
| Membri actuali - Jamey Jasta – voce (1994–prezent) - Chris Beattie – chitară bas (1994–prezent) - Wayne Lozinak – chitară (1994–1996, 2009–prezent) - Matt Byrne – baterie (2001–prezent) - Frank Novinec – chitară (2006–prezent) | Foști membri - Larry Dwyer, Jr. – chitară (1994–1996) - Dave Russo – baterie (1994–1996) - Nick "Nickel P" Pappantonio – baterie (1996–1997) - Matt McIntosh – chitară (1996–1999) - Lou "Boulder" Richards – chitară (1996–2002) (decedat) - Jamie "Pushbutton" Muckinhaupt – baterie (1997–1999) - Rigg Ross – baterie (1999–2001) - Sean Martin – chitară (1999–2009) |

## Discografie
- Under the Knife (1996)
- Satisfaction Is the Death of Desire (1997)
- Perseverance (2002)
- The Rise of Brutality (2003)
- Supremacy (2006)
- For the Lions (2009)
- Hatebreed (album) (2009)
- The Divinity of Purpose (2013)
- The Concrete Confessional (2016)
- Weight of the False Self (2020)

### Clipuri video
```
   2002 — Perseverance
   2002 — I Will Be Heard
   2003 — This Is Now
   2003 — Live For This
   2006 — To The Threshold
   2006 — Defeatist
   2009 — Ghosts Of War (Slayer cover)
   2009 — Thirsty And Miserable (Black Flag cover)
   2009 — In Ashes They Shall Reap
   2010 — Everyone Bleeds Now
   2013 — Put It To The Torch
   2013 — Honor Never Dies
   2016 — Looking Down the Barrel of Today
   2016 — Something's Off
```

|  |  |  |